# 1842 no Brasil
Esta é uma cronologia dos fatos acontecimentos de ano 1842 no Brasil.

## Incumbente
- Imperador – D. Pedro II (9 de abril de 1831-15 de novembro de 1889)

## Eventos
- 1 de maio: A Câmara Federal é dissolvida pela primeira vez por decreto.
- 17 de maio a 20 de agosto: Revolta Liberal em Minas Gerais e São Paulo.[1]
- 10 de junho: Início da Revolução de 1842, em Barbacena, Minas Gerais.
- 7 de agosto: A Associação Brasileira dos Advogados é fundada.
- 20 de agosto: Termina a Revolta Liberal com a vitória de Duque de Caxias na Batalha de Santa Luzia, Minas Gerais.
- 4 de setembro: Dom Pedro II casa-se com a princesa Teresa Cristina Maria de Bourbon.
- 21 de outubro: É fundada a Bolsa de Valores do Rio de Janeiro.
- 29 de novembro: Estabelecimento do selo postal.

## Nascimentos
- 13 de janeiro: Franklin Távora, escritor (m. 1888).